# Liverpool Football Club 1998-1999
Questa voce raccoglie le informazioni riguardanti il Liverpool Football Club nelle competizioni ufficiali della stagione 1998-1999

## Maglie e sponsor
Lo sponsor tecnico per la stagione 1998-1999 è Reebok, mentre lo sponsor ufficiale è Carlsberg.
| Manica sinistra · Manica sinistra · Maglietta · Maglietta · Manica destra · Manica destra · Pantaloncini · Pantaloncini · Calzettoni | Manica sinistra · Manica sinistra · Maglietta · Maglietta · Manica destra · Manica destra · Pantaloncini · Pantaloncini · Calzettoni · Calzettoni | Manica sinistra · Manica sinistra · Maglietta · Maglietta · Manica destra · Manica destra · Pantaloncini · Pantaloncini · Calzettoni · Calzettoni |  |

## Rosa
| N. |                        | Ruolo | Calciatore         |
| -- | ---------------------- | ----- | ------------------ |
| 1  | Inghilterra (bandiera) | P     | David James        |
| 2  | Inghilterra (bandiera) | D     | Rob Jones          |
| 3  | Norvegia (bandiera)    | D     | Bjørn Tore Kvarme  |
| 4  | Camerun (bandiera)     | D     | Rigobert Song      |
| 4  | Irlanda (bandiera)     | C     | Jason McAteer      |
| 5  | Irlanda (bandiera)     | D     | Steve Staunton     |
| 6  | Irlanda (bandiera)     | D     | Phil Babb          |
| 7  | Inghilterra (bandiera) | C     | Steve McManaman    |
| 8  | Norvegia (bandiera)    | C     | Øyvind Leonhardsen |
| 9  | Inghilterra (bandiera) | A     | Robbie Fowler      |
| 10 | Inghilterra (bandiera) | A     | Michael Owen       |
| 11 | Inghilterra (bandiera) | C     | Jamie Redknapp     |
| 12 | Inghilterra (bandiera) | D     | Steve Harkness     |
| 13 | Germania (bandiera)    | A     | Karl-Heinz Riedle  |
| 14 | Norvegia (bandiera)    | C     | Vegard Heggem      |
| 15 | Rep. Ceca (bandiera)   | C     | Patrik Berger      |

| N. |                              | Ruolo | Calciatore           |
| -- | ---------------------------- | ----- | -------------------- |
| 16 | Sudafrica (bandiera)         | A     | Sean Dundee          |
| 17 | Inghilterra (bandiera)       | C     | Paul Ince            |
| 18 | Francia (bandiera)           | C     | Jean-Michel Ferri    |
| 19 | Stati Uniti (bandiera)       | P     | Brad Friedel         |
| 20 | Norvegia (bandiera)          | D     | Stig Inge Bjørnebye  |
| 21 | Inghilterra (bandiera)       | D     | Dominic Matteo       |
| 22 | Trinidad e Tobago (bandiera) | P     | Tony Warner          |
| 23 | Inghilterra (bandiera)       | D     | Jamie Carragher      |
| 24 | Inghilterra (bandiera)       | C     | Danny Murphy         |
| 25 | Inghilterra (bandiera)       | C     | David Thompson       |
| 26 | Danimarca (bandiera)         | P     | Jørgen Nielsen       |
| 27 | Islanda (bandiera)           | C     | Haukur Ingi Guðnason |
| 28 | Inghilterra (bandiera)       | C     | Steven Gerrard       |
| 29 | Inghilterra (bandiera)       | D     | Stephen Wright       |
| 30 | Francia (bandiera)           | D     | Djimi Traoré         |
|    | Galles (bandiera)            | C     | Danny Williams       |